# 威爾莫特鎮區 (阿肯色州阿什利縣)
威爾莫特鎮區（英語：Wilmot Township）是位於美國阿肯色州阿什利縣的一個行政鎮區。

## 地方資料
威爾莫特鎮區的面積為197.63平方千米，當中陸地面積為194.97平方千米，而水域面積為2.66平方千米。根據2010年美國人口普查的數據，當地共有人口671人，而人口密度為每平方千米3.4人。